# 556 a.C.

## Eventos
- 56a olimpíada: Fedro de Farsalos, vencedor do estádio.[1]